# Acutisoma inerme
Acutisoma inerme is een hooiwagen uit de familie Gonyleptidae. De wetenschappelijke naam van Acutisoma inerme gaat terug op Mello-Leitão.